# Ad Vermolen
Adri (Ad) Vermolen (Breda, 30 april 1944) is een voormalig Nederlands voetballer die als aanvaller achtereenvolgens uitkwam voor Baronie, Sparta, D.F.C. en DWS.
Vermolen speelde in het seizoen 1966/67 met Sparta vier wedstrijden in de Europacup II waarin hij twee keer wist te scoren.

## Carrièrestatistieken
| Seizoen         | Club            | Land            | Competitie      | Competitie | Competitie | Beker | Beker | Internationaal | Internationaal | Overig | Overig | Totaal | Totaal |
| Seizoen         | Club            | Land            | Competitie      | Wed.       | Dlp.       | Wed.  | Dlp.  | Wed.           | Dlp.           | Wed.   | Dlp.   | Wed.   | Dlp.   |
| --------------- | --------------- | --------------- | --------------- | ---------- | ---------- | ----- | ----- | -------------- | -------------- | ------ | ------ | ------ | ------ |
| 1962/63         | Baronie         | Nederland       | Tweede divisie  | –          | 4          | –     | 0     | –              | –              | –      | –      | –      | 4      |
| 1963/64         | Baronie         | Nederland       | Tweede divisie  | –          | 12         | 1     | 0     | –              | –              | –      | –      | –      | 12     |
| 1964/65         | Baronie         | Nederland       | Tweede divisie  | –          | 3          | –     | 0     | –              | –              | –      | –      | –      | 3      |
| 1965/66         | Baronie         | Nederland       | Tweede divisie  | –          | 21         | –     | 1     | –              | –              | –      | –      | –      | 22     |
| 1966/67         | Sparta          | Nederland       | Eredivisie      | 32         | 11         | 2     | 1     | 10             | 5              | –      | –      | 44     | 17     |
| 1967/68         | Sparta          | Nederland       | Eredivisie      | 6          | 1          | 0     | 0     | –              | –              | –      | –      | 6      | 1      |
| 1967/68         | D.F.C.          | Nederland       | Eerste divisie  | –          | 12         | –     | 1     | –              | –              | –      | –      | –      | 13     |
| 1968/69         | D.F.C.          | Nederland       | Eerste divisie  | –          | 10         | –     | 0     | –              | –              | –      | –      | –      | 10     |
| 1969/70         | D.F.C.          | Nederland       | Eerste divisie  | –          | 4          | –     | 0     | –              | –              | –      | –      | –      | 4      |
| 1970/71         | DWS             | Nederland       | Eredivisie      | –          | 1          | 1     | 0     | –              | –              | –      | –      | –      | 1      |
| 1971/72         | DWS             | Nederland       | Eredivisie      | –          | 0          | 0     | 0     | –              | –              | –      | –      | –      | 0      |
| Carrière totaal | Carrière totaal | Carrière totaal | Carrière totaal | –          | 79         | –     | 3     | 10             | 5              | –      | –      | –      | 87     |